# Vinyl Days
Vinyl Days è il settimo album in studio del rapper statunitense Logic, pubblicato nel 2022.

## Tracce
1. Danger – 0:44
2. Tetris – 2:04
3. In my lifetime (featuring Action Bronson) – 1:48
4. Decades – 2:28
5. JJ Abrahams – 0:19
6. BLACKWHITEBOY – 3:01
7. Quasi – 1:45
8. Bleed It – 2:31
9. LaDonda – 2:14
10. Aaron Judge – 0:23
11. Clouds (featuring Langston Bristol and Currensy) – 2:53
12. Michael Rap – 0:45
13. Therapy Music (featuring Russ) – 4:22
14. Tony Revolori – 1:30
15. Rogue One – 1:34
16. Breath Control (featuring Wiz Khalifa) – 2:27
17. NEMS – 0:47
18. Nardwuar (featuring Doc D) – 1:26
19. Kickstyle (featuring iamJMARS, Big Lenbo and C Dot Castro) – 2:50
20. EarlyBird – 1:07
21. Ten Years (featuring Royce da 5'9) – 3:01
22. Porta one (featuring RZA) – 2:06
23. NeedleDrop – 1:26
24. Introducing Nezi (featuring Nezi Momodu) – 2:47
25. Orville (featuring Like, Blu and Exile) – 3:22
26. Carnival (featuring AZ) – 2:34
27. Lena's Insight – 0:58
28. Vinyl Days (featuring DJ Premier) – 4:42
29. I guess I love it (featuring The Game) – 3:48
30. Sayonara – 10:03